# Halichoeres claudia
Halichoeres claudia là một loài cá biển thuộc chi Halichoeres trong họ Cá bàng chài. Loài này được mô tả lần đầu tiên vào năm 2009.

## Từ nguyên
Từ định danh claudia được đặt theo tên của bà Claudia, vợ của tác giả Luiz A. Rocha, cũng là một nhà sinh vật biển, vì đã hỗ trợ công việc trong phòng thí nghiệm.

## Phạm vi phân bố và môi trường sống
Danh pháp Halichoeres ornatissimus trước đây dùng để chỉ một quần thể loài có phạm vi phân bố rộng rãi ở Tây và Trung Thái Bình Dương, cũng như một phần Đông Ấn Độ Dương. Tuy nhiên, bằng chứng di truyền cho thấy, H. ornatissimus thực sự chỉ được phân bố giới hạn ở quần đảo Hawaii và đảo Johnston, và quần thể còn lại được biết đến với danh pháp mới là H. claudia.
Từ quần đảo Cocos (Keeling) và đảo Giáng Sinh cũng như quần đảo Ashmore và Cartier (đều là những vùng lãnh thổ của Úc), H. claudia được phân bố trải dài về phía đông đến tận quần đảo Line và Polynésie thuộc Pháp, ngược lên phía bắc đến Philippines, giới hạn ở phía nam đến rạn san hô Great Barrier và Nouvelle-Calédonie.
Những ghi nhận về sự xuất hiện của H. ornatissimus ở Việt Nam có thể chỉ đến H. claudia, cụ thể tại cù lao Chàm (Quảng Nam); bờ biển Phú Yên; vịnh Nha Trang (Khánh Hòa); bờ biển Ninh Thuận; cù lao Câu (Bình Thuận); đảo Phú Quốc và quần đảo An Thới (Kiên Giang); cũng như tại Côn Đảo.
H. claudia sống trên các rạn san hô viền bờ và trong đầm phá ở độ sâu đến ít nhất là 35 m.

## Mô tả
H. claudia có chiều dài cơ thể lớn nhất được ghi nhận là 15 cm. Cá đực trưởng thành có màu xanh lục với những đường sọc hình mắt lưới màu cam kéo dài từ đầu đến cuống đuôi. Trên đầu có các vệt sọc màu hồng cam. Có một đốm đen nhỏ ở sau mắt. Giữa vây lưng có một đốm tròn màu đen. Trừ vây ngực trong suốt và vây bụng trắng, các vây còn lại có các hàng sọc cam như trên. Cá cái và cá con có thêm một đốm tròn ở phía sau của vây lưng.
Số gai ở vây lưng: 9; Số tia vây ở vây lưng: 12; Số gai ở vây hậu môn: 3; Số tia vây ở vây hậu môn: 12; Số tia vây ở vây ngực: 13; Số gai ở vây bụng: 1; Số tia vây ở vây bụng: 5.

## Sinh thái học
Thức ăn của H. claudia bao gồm các loài nhuyễn thể và giáp xác.